# Bryum tenuisetum
Bryum tenuisetum là một loài Rêu trong họ Bryaceae. Loài này được Limpr. mô tả khoa học đầu tiên năm 1897.